# Chiesa di Santa Maria dei Martiri (Otranto)
La chiesa di Santa Maria dei Martiri è una chiesa di Otranto. Sorge sul Colle della Minerva, teatro del martirio di ottocento otrantini avvenuto il 14 agosto 1480.

## Storia
L'edificio fu riedificato nel 1614 in sostituzione di uno preesistente voluto da Alfonso d'Aragona, in ricordo del massacro che qui ebbe luogo. È adiacente al convento dei minimi, risalente al 1542.
Il 14 agosto 1480, tre giorni dopo l'occupazione della città, Gedik Ahmet Pascià, comandante della flotta turca, ordinò che venissero condotti sul colle gli abitanti di sesso maschile con un'età superiore ai quindici anni. Ai prigionieri Ahmet propose di rinnegare la fede cristiana e ottenere in cambio la vita. Ottocento uomini si opposero venendo decapitati, uno ad uno, su un grande masso. La tradizione narra che il primo ad essere giustiziato, Antonio Primaldo, rimase miracolosamente in piedi, senza testa, sino alla fine dell'esecuzione.
Il 5 ottobre 1980, nel quinto centenario dei Martiri otrantini, la Chiesa fu visitata da Giovanni Paolo II durante la sua visita alla Chiesa di Otranto. Fu elevata a Santuario Diocesano nel 1992.

## Descrizione

### Esterno

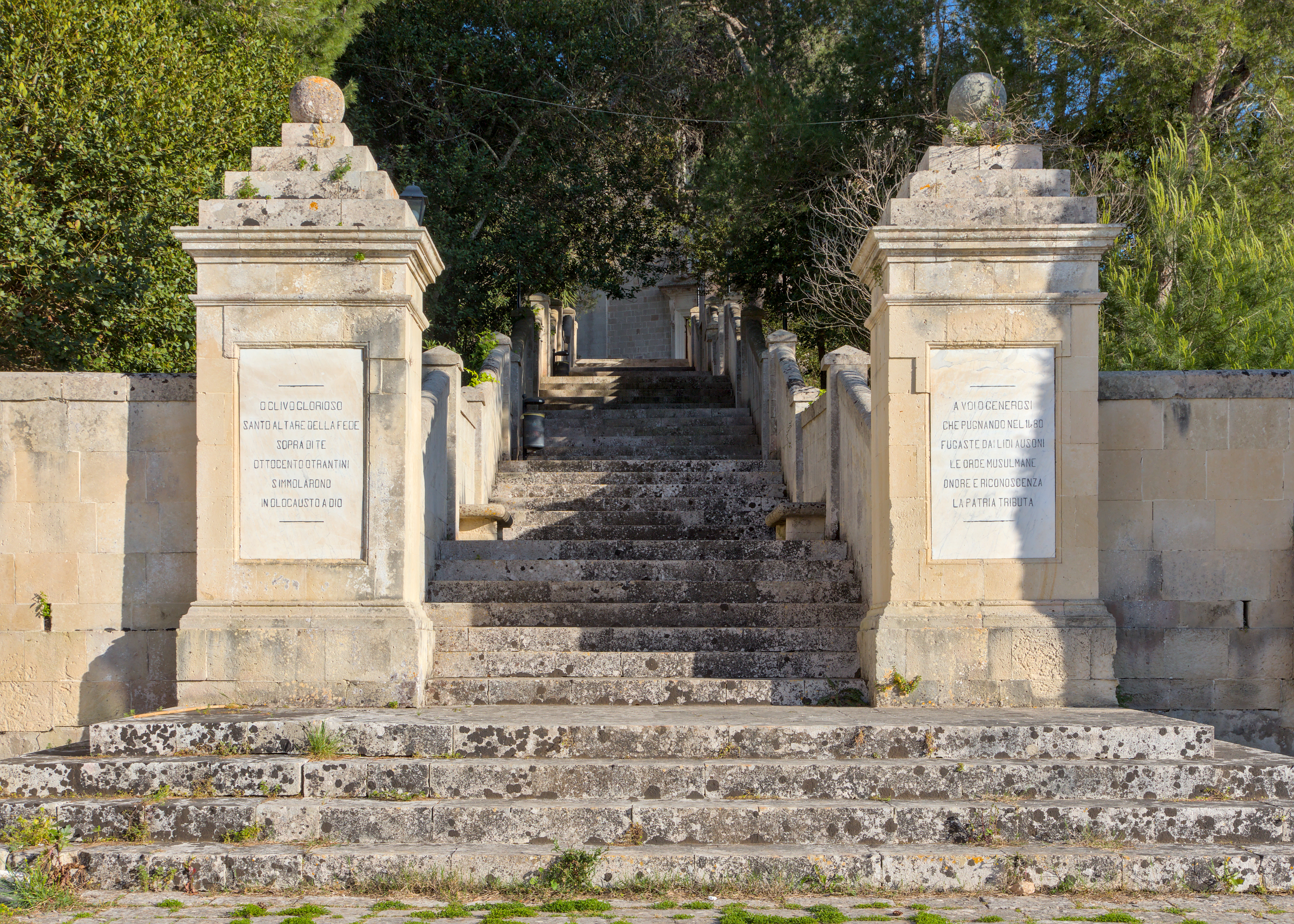
Scalinata

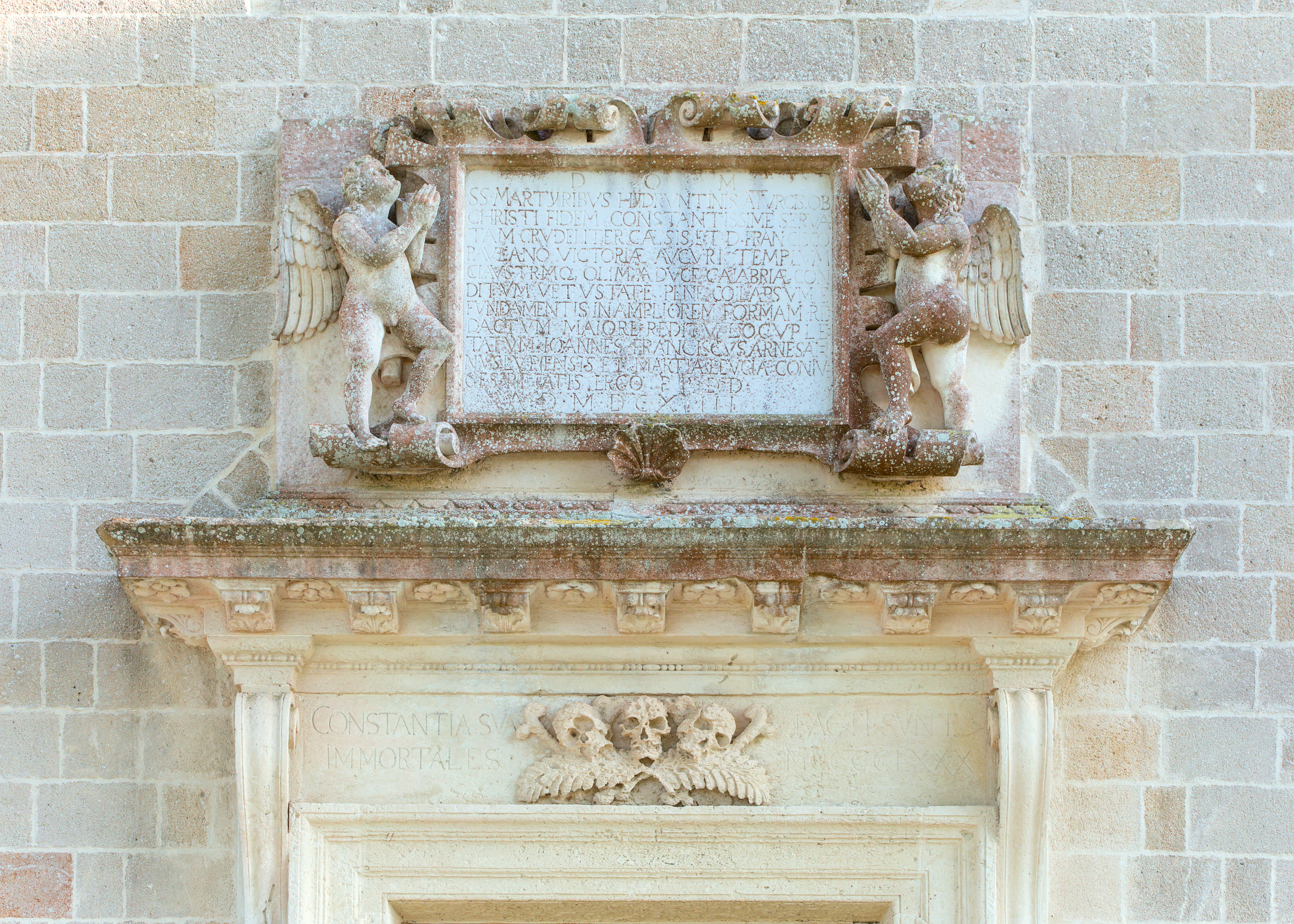
Cartiglio sopra del portale

Alla chiesa si accede attraverso una scalinata. Lungo il percorso, sulla destra, è presente una cappella dove si trovava il sasso sul quale furono decapitati gli ottocento otrantini, oggi collocato nella cappella dei martiri in Cattedrale; sulla sinistra vi è la colonna che ricorda la morte per impalamento del carnefice turco Berlabei, che fu ucciso per essersi convertito al Cristianesimo. La facciata presenta elementi architettonici tardorinascimentali e del barocco leccese, tipici della Controriforma. Al di sopra del portale campeggia un cartiglio sorretto da due angeli con un'iscrizione latina che ricorda il martirio degli ottocento otrantini e le circostanze che portarono alla ricostruzione dell'edificio.

### Interno
L'interno, ad aula unica, accoglie altari barocchi scolpiti in pietra leccese, fra i quali il maggiore e quelli dedicati a san Francesco di Paola e a sant'Antonio di Padova, ricchi di intagli. Tra i dipinti si conserva un grande quadro di Lavinio Zoppo, risalente alla seconda metà del XVI secolo, raffigurante la Strage di Otranto. A destra, in un altare laterale, sono esposte l'Icona di Santa Maria dei Martiri, opera del pittore albanese Gurim Bazaiti (1922), e la lapide commemorativa del quarto centenario dell'evento. Nel 1980, in occasione del cinquecentenario della battaglia di Otranto, sulle lesene che scandiscono la navata furono applicate quattro lastre di marmo riportanti i nomi di alcuni martiri.